# 香楠畸節蜱
香楠畸節蜱（学名：Abacarus zuihoensus）为節蜱科畸節蜱屬下的一个种。